# Grå sottyrann
Grå sottyrann (Knipolegus striaticeps) är en fågel i familjen tyranner inom ordningen tättingar.

## Utbredning och systematik
Fågeln förekommer från östra Bolivia till norra Argentina, västra Paraguay och allra sydvästligaste Brasilien. Den behandlas som monotypisk, det vill säga att den inte delas in i några underarter.

## Status
IUCN kategoriserar arten som livskraftig.